# Formoso do Araguaia
Formoso do Araguaia is een gemeente in de Braziliaanse deelstaat Tocantins gelegen aan de Araguaia. De gemeente telt 18.719 inwoners (schatting 2009).

## Aangrenzende gemeenten
De gemeente grenst aan Cariri do Tocantins, Dueré, Figueirópolis, Lagoa da Confusão, Sandolândia, São Miguel do Araguaia (GO), Cocalinho (MT), Novo Santo Antônio (MT) en São Félix do Araguaia (MT).

## Galerij

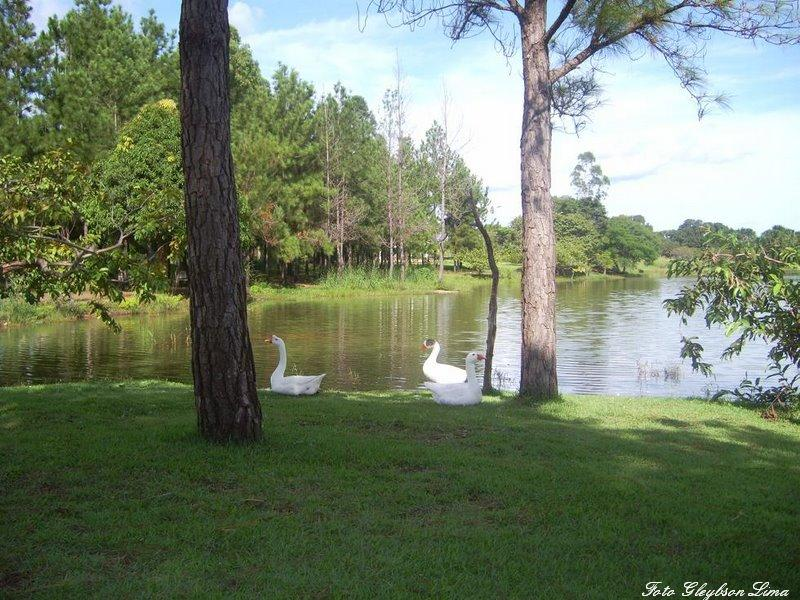
Park van Formoso
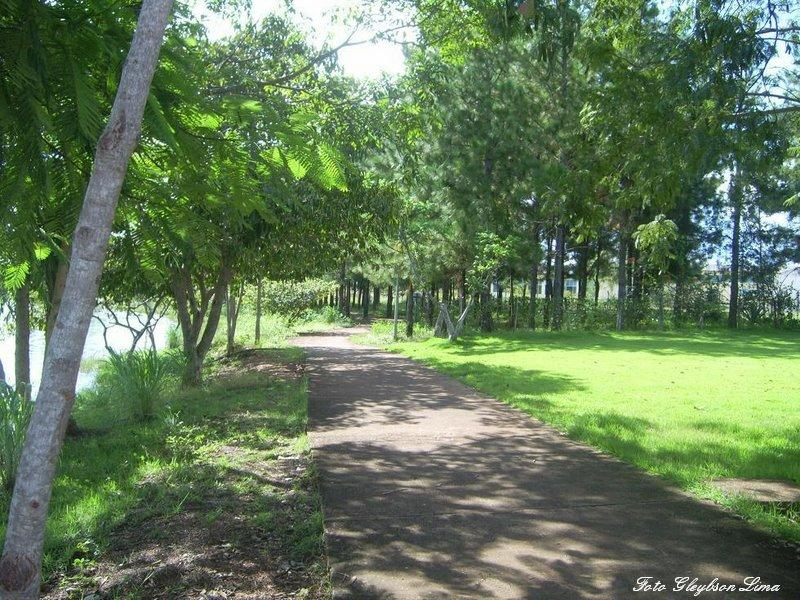
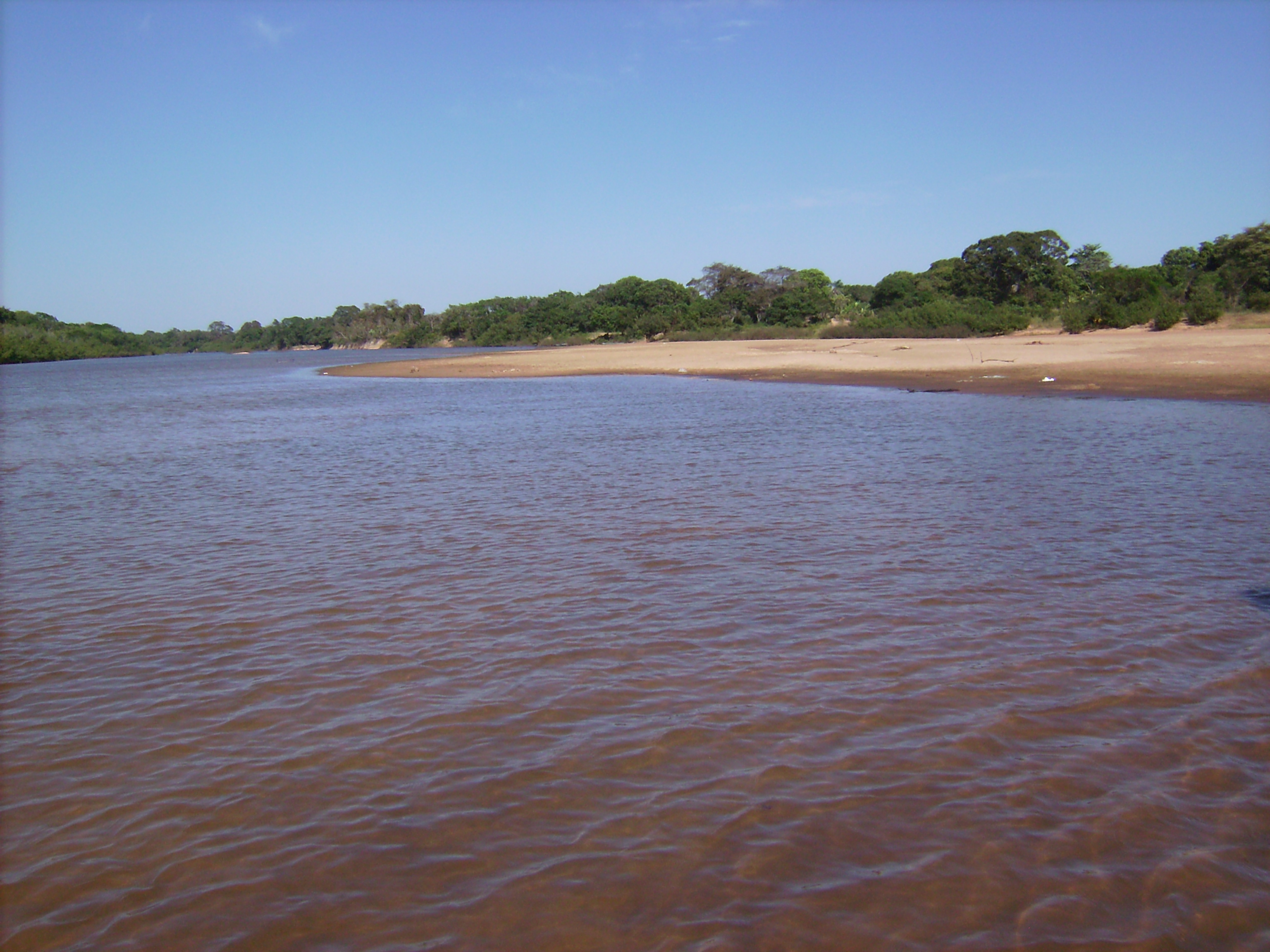
Rio Javaés